# Lindenau (Schneeberg)
Lindenau ist eine ehemals selbständige Gemeinde im sächsischen Erzgebirge. 1999 wurde Lindenau in die benachbarte Bergstadt Schneeberg eingemeindet und gehört mit dieser zum Erzgebirgskreis.

## Geographie

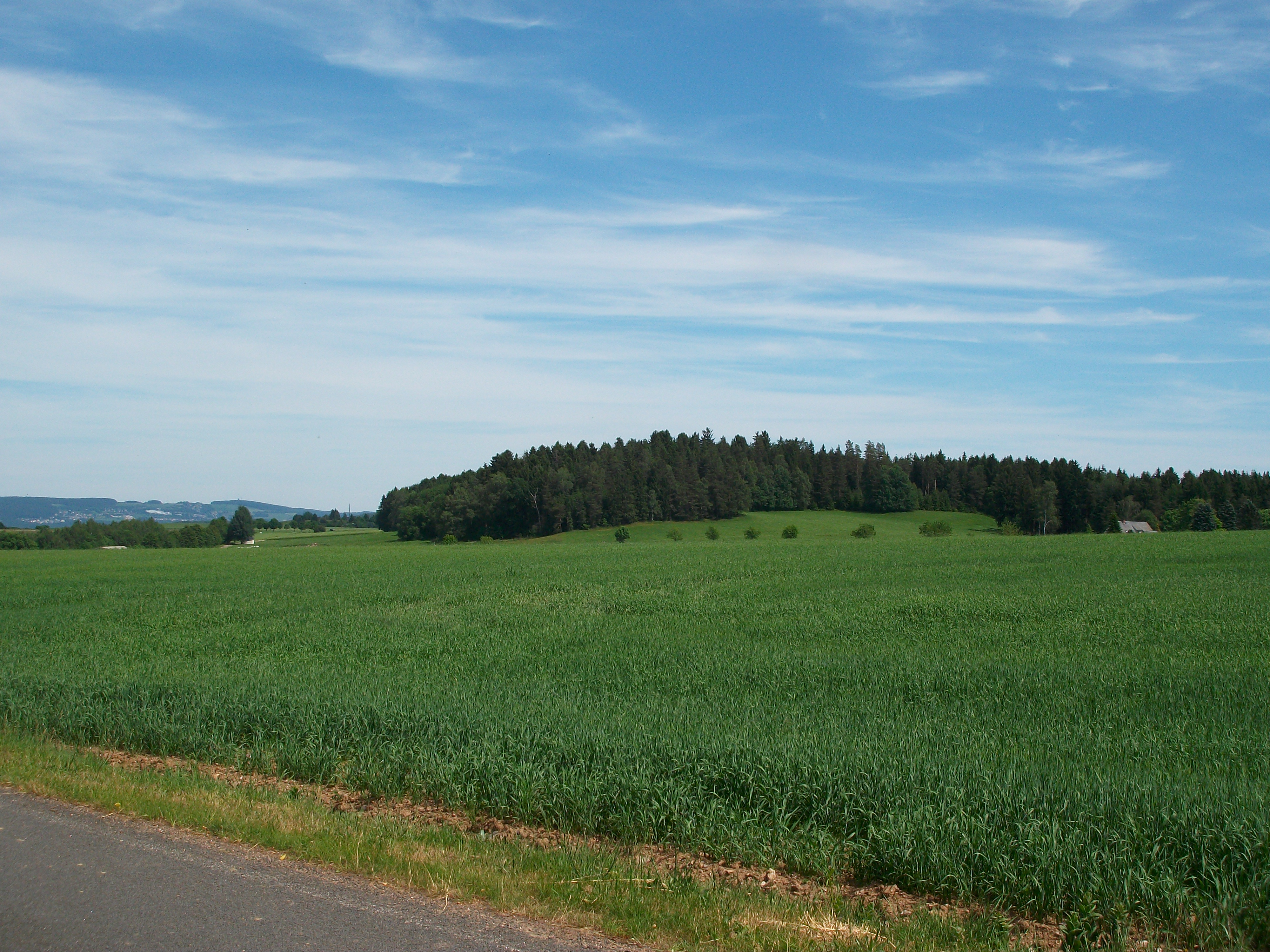
Sandberg bei Lindenau

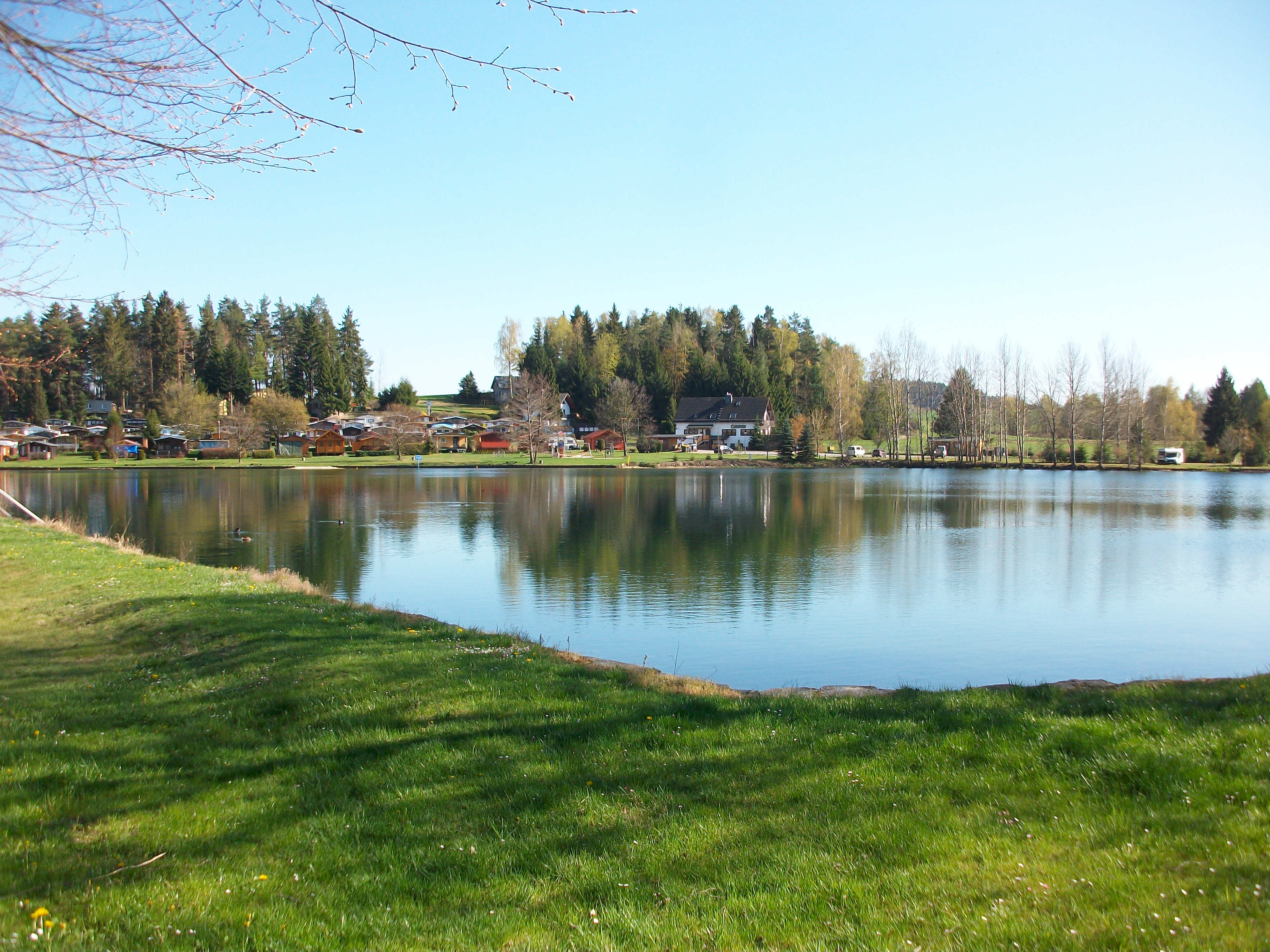
Forstteich Lindenau mit Campingplatz

### Geographische Lage

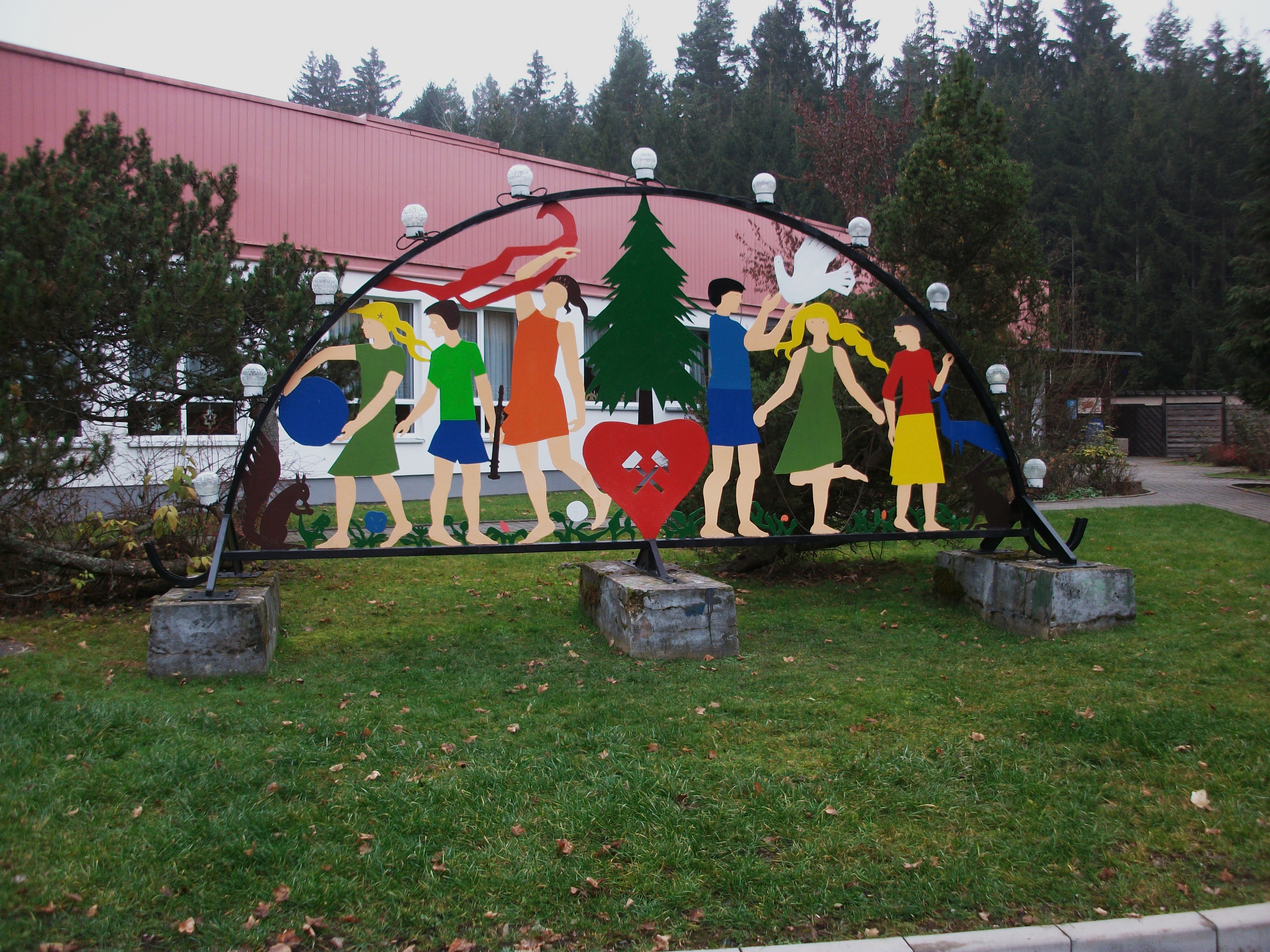
Außenschwibbogen im KiEZ „Am Filzteich“ im Schneeberger Teil, Gemarkung Lindenau

Lindenau liegt im Westerzgebirge am Rand des Hartmannsdorfer Forsts, der den westlichsten Teil des Dorfs umschließt. Durch den Ort fließen der Knappschaftsbach und Lindenauer Bach, welche Quellarme des Schlemabachs sind, der in Niederschlema in die Zwickauer Mulde mündet. Höchste Erhebung des Ortes ist der Sandberg mit 589,5 m. Der obere Ortsteil wird von der historischen Salzstraße durch den Hohen Forst tangiert. Zu Lindenau gehören die Siedlung Dreihäuser, die Fundgrube Michaelismaßen und einige Häuser am Filzteich. In den 1990er Jahren entstand im Zentrum der Gemeinde das Wohngebiet Am Rautenkranz. Südlich des Ortes befindet sich der Filzteich, von dessen Randbereich das KiEZ „Am Filzteich“ teilweise in der Gemarkung Lindenau liegt.

### Nachbarorte
|                                           |                                                     | Griesbach                    |
| Hartmannsdorf bei Kirchberg mit Jahnsgrün | Kompassrose, die auf Nachbargemeinden zeigt         |                              |
|                                           | Hartmannsdorf bei Kirchberg (Hartmannsdorfer Forst) | Neustädtel mit Wolfgangmaßen |

## Geschichte

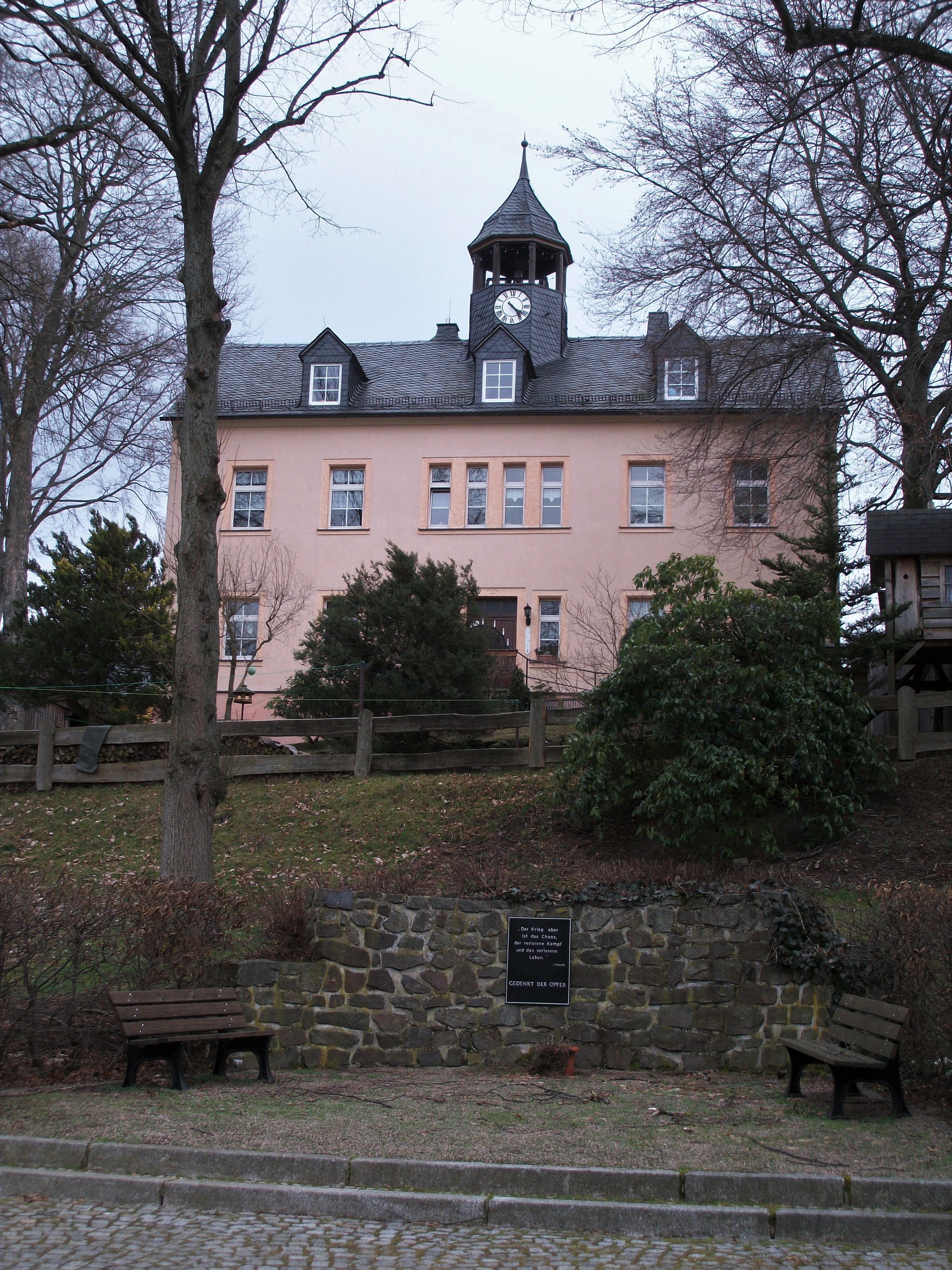
Dorfschule Lindenau (1853–1993) mit Denkmalgarten

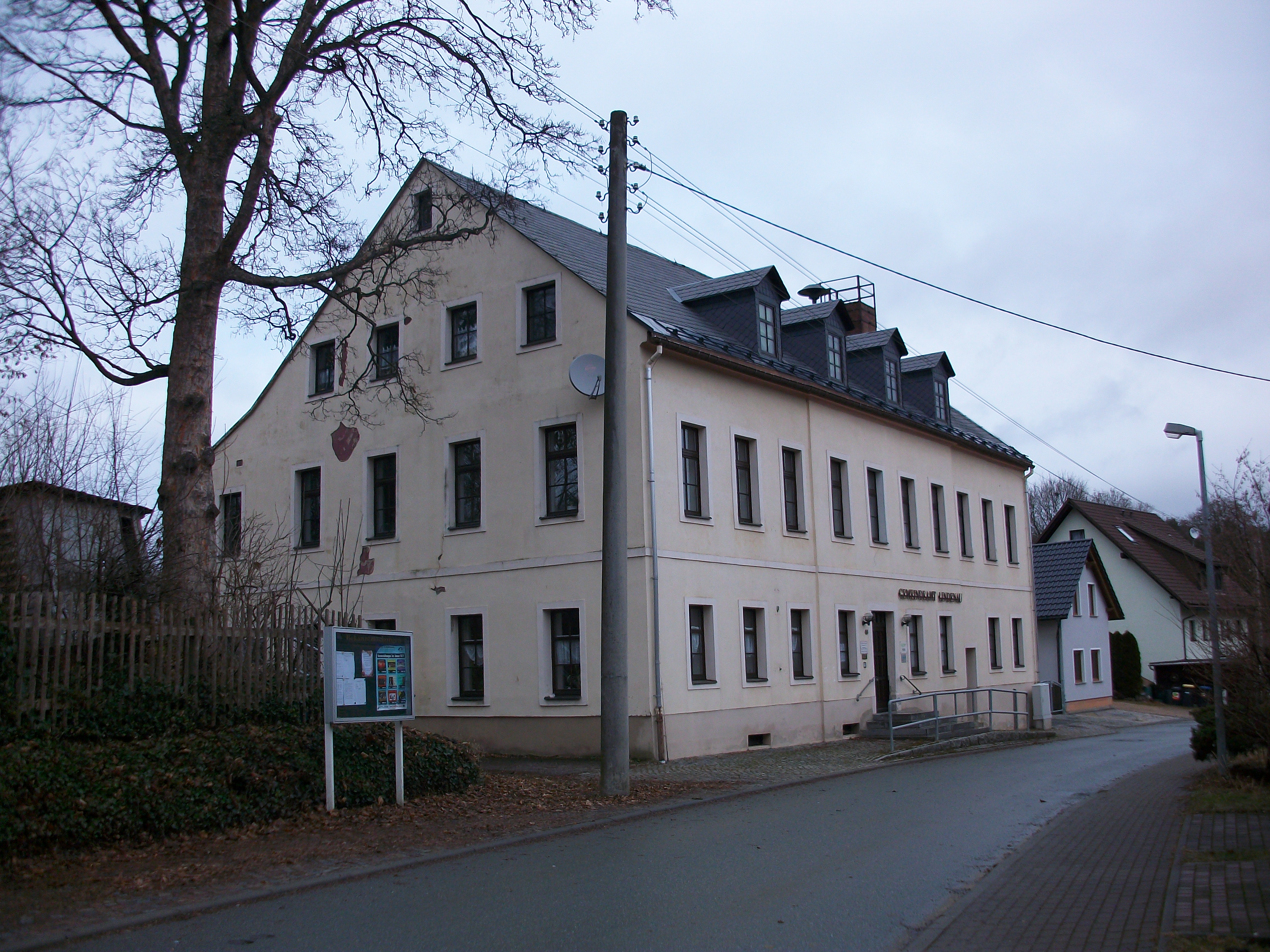
Gemeindeamt Lindenau (2016)

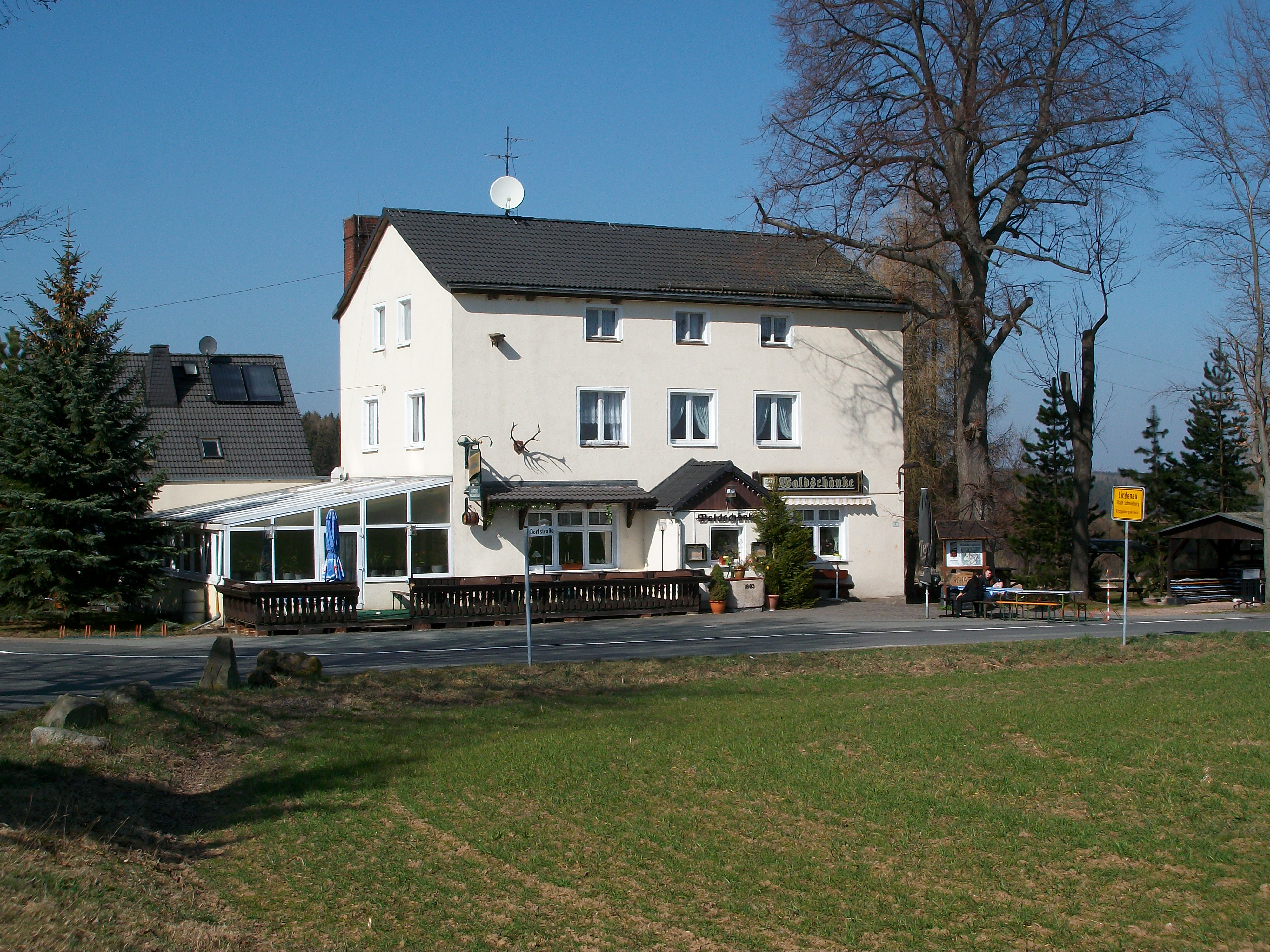
Waldschänke Lindenau

Die Gemeinden Grispach (Griesbach), Lindenawe (Lindenau), Scheibe (das spätere Neustädtel) und Zschorlau, wurden im 12. Jahrhundert als Waldhufendörfer von fränkischen Bauern gegründet. 1192 wurde Lindenau das erste Mal urkundlich erwähnt. Bis 1413 gehörte der Ort zur Kirchgemeinde in Griesbach, danach zu Neustädtel. Ende des 15. Jahrhunderts entstanden im Zuge des Schneeberger Berggeschreys 13 Fundgruben auf Lindenauer Flur.
Lindenau gehörte bis ins 19. Jahrhundert zur Herrschaft Wiesenburg und dessen Nachfolger, dem Amt Wiesenburg. 1843 kam der Ort zum Amt Kirchberg und 1856 zum Gerichtsamt Schneeberg. 1875 erfolgte die Eingliederung in die Amtshauptmannschaft Schwarzenberg. Im Sommer 1945 war Lindenau wie der gesamte Landkreis Schwarzenberg 6 Wochen unbesetzt (siehe dazu Freie Republik Schwarzenberg).
Von 1951 bis 1958 war Lindenau ein Ortsteil innerhalb des Stadtkreises Schneeberg. Danach gehörte der Ort zum Kreis Aue, ab 1994 zum Landkreis Aue-Schwarzenberg und seit 2008 zum Erzgebirgskreis. Seit 1999 ist die Gemeinde ein Ortsteil der Bergstadt Schneeberg mit eigenem Ortschaftsrat.

## Religionen

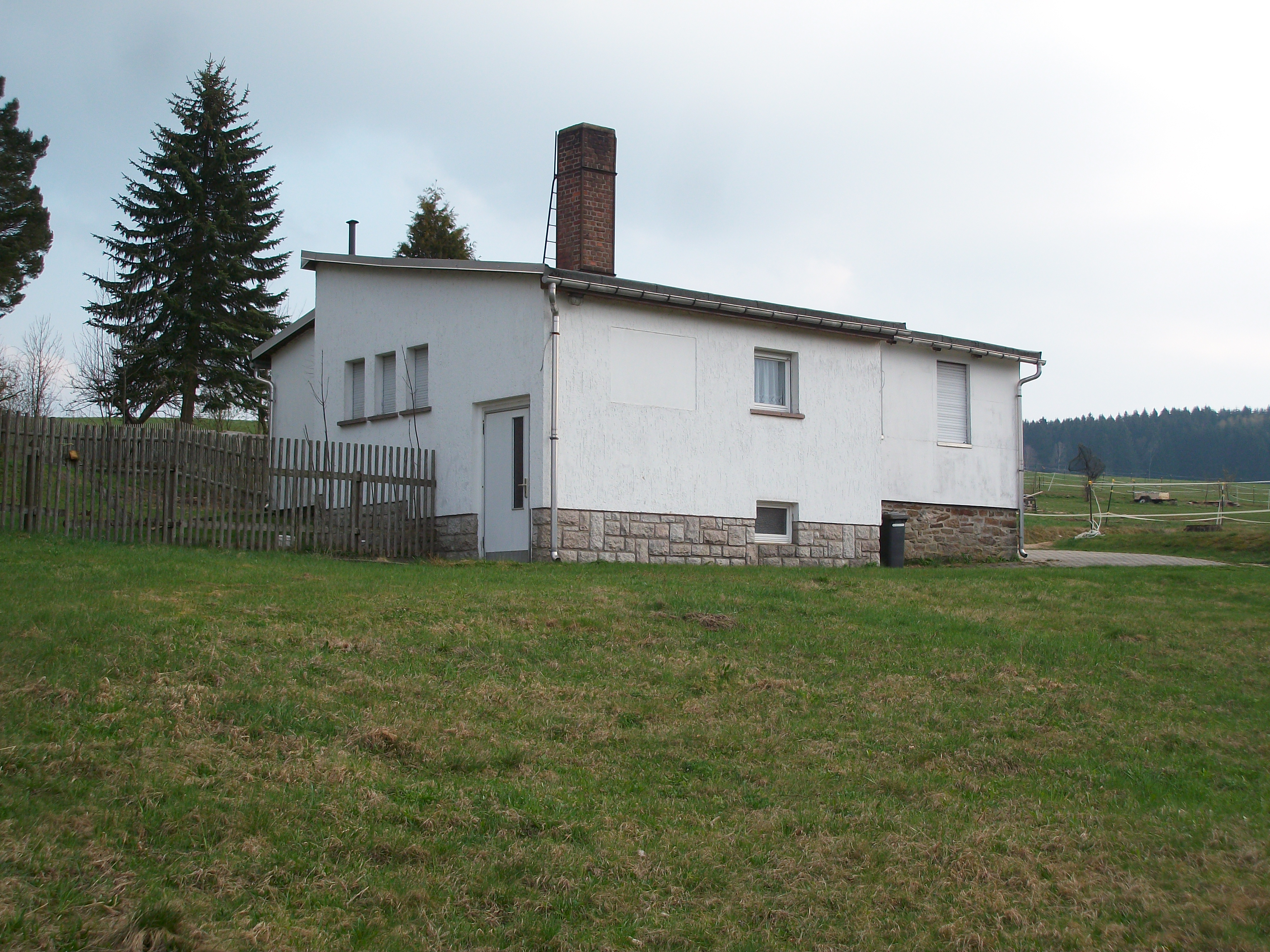
Landeskirchliche Gemeinschaft Lindenau

Seit der Gründung Lindenaus Ende des 12. Jahrhunderts bis 1413 war Lindenau in die damals katholische Gemeinde in Griesbach eingepfarrt. Seit 1413 gehört der Ort zur Kirchgemeinde in Neustädtel und ist seit der Reformation evangelisch-lutherisch. Evangelische Gottesdienste finden regelmäßig im Haus der Landeskirchlichen Gemeinschaft Lindenau statt. Die Kirchgemeinde Neustädtel gehört zur Ephorie Aue der Evangelisch-Lutherischen Landeskirche Sachsens.
Die Landeskirchliche Gemeinschaft Lindenau entstand in den 1920er Jahren aus mehreren Bibelkreisen. Um 1946 wurde das Gemeinschaftshaus „Gottesgabe“ errichtet, welches das einzige kirchliche Gebäude im Ort ist. Die Gemeinschaftsstunde findet jeden zweiten Sonntag statt.
Die Evangelisch-Methodistische Kirche war von 1939 bis 1957 im Ort ansässig.

## Entwicklung der Einwohnerzahl
| Jahr | Einwohnerzahl                              |
| ---- | ------------------------------------------ |
| 1553 | 28 besessene Mann, 6 Inwohner              |
| 1764 | 23 besessene Mann, 28 Häusler, 3 5⁄8 Hufen |
| 1834 | 566                                        |
| 1871 | 746                                        |
| 1890 | 776                                        |

| Jahr | Einwohnerzahl |
| ---- | ------------- |
| 1910 | 850           |
| 1925 | 854           |
| 1939 | 862           |
| 1946 | 878           |
| 1950 | 1051          |

| Jahr | Einwohnerzahl |
| ---- | ------------- |
| 1964 | 832           |
| 1990 | 663           |
| 1998 | 831           |

## Bauwerke
- Die Lindenauer Schule wurde 1853 erbaut und 1912 um einen Glockenturm mit Glocke erweitert. Sie diente bis 1971 als Schule. Von 1972 bis 1993 war eine Sonderschule in ihr untergebracht.
- Die Kultur- und Sportstätte wurde 1964 errichtet.
- Der Forstteich wurde 1745 als Anlage des Bergbaues angelegt. Seit 1968 existiert der Campingplatz an dem Badegewässer.
- Mit der Fundgrube Michaelismaßen und einem Gebiet am Filzteich hat Lindenau Anteil am Schneeberg-Neustädtler Bergbaulehrpfad.

## Brauchtum

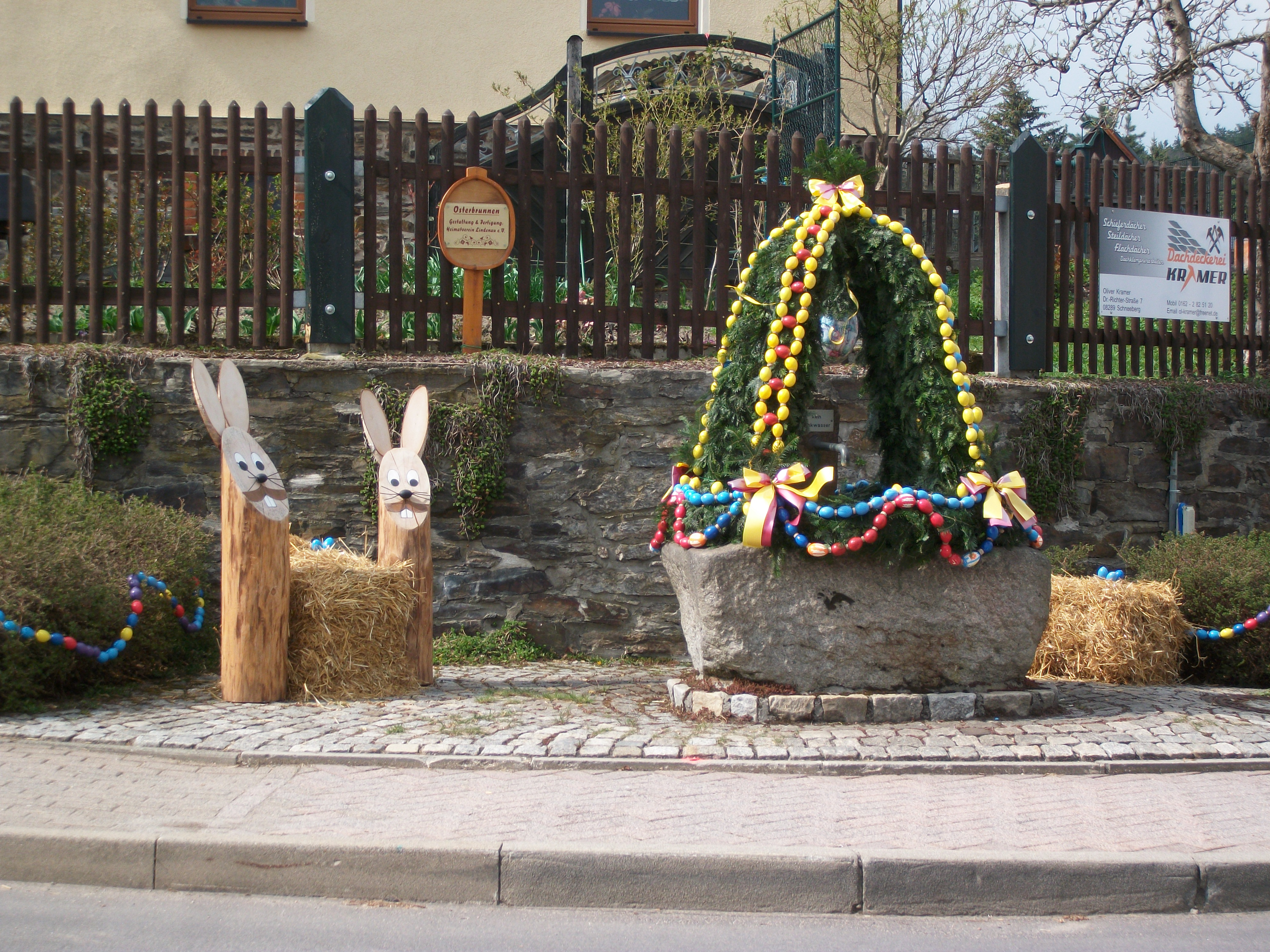
Osterbrunnen Lindenau (2019)

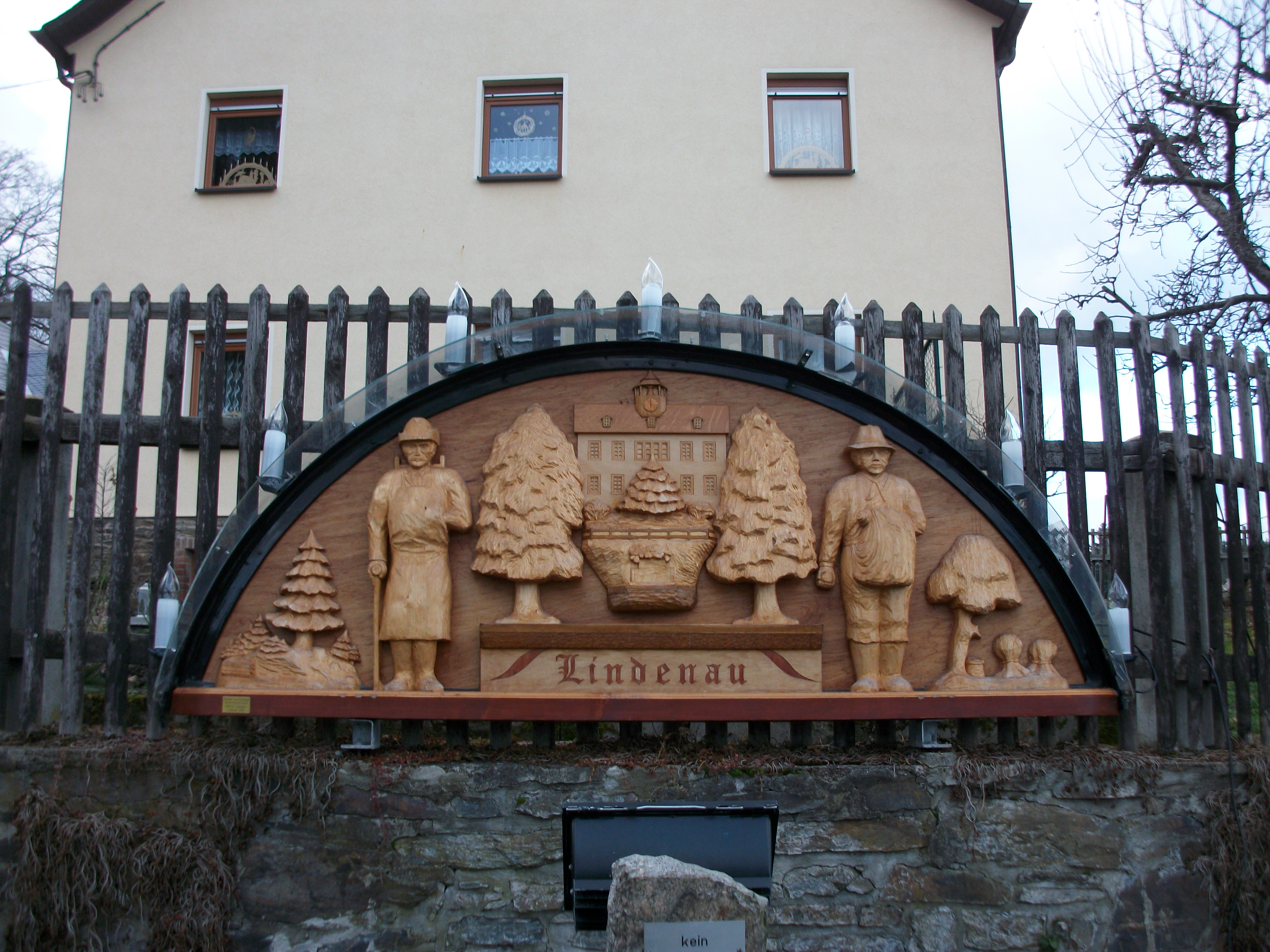
Außenschwibbogen zur Weihnachtszeit im Dorfzentrum

### Vereine
- Sportverein Lindenau e. V.
- Freizeit- und Wanderreiten Lindenau e. V.
- Heimatverein Lindenau e. V.
- Landfrauenortsverein Westerzgebirge e. V.
- Rassegeflügelzuchtverein Lindenau 1889 e. V.
- Landschaftspflegeverband Westerzgebirge e. V.

Bis zur Eingemeindung 1999 existierte im Ort die Freiwillige Feuerwehr Lindenau. Das ehemalige Gemeindeamt dient einigen Vereinen als Domizil. In Lindenau wird das erzgebirgische Brauchtum wie Klöppeln und Schnitzen gepflegt. Man spricht westerzgebirgische Mundart.

### Regelmäßige Veranstaltungen
- Lindenauer Winterfeuer im Februar
- Aufstellen der Lindenauer Osterkrone
- Maibaumstellen
- Lindenauer Traktorentreffen im Mai
- Lindenauer Heimatfest (in der Regel alle fünf Jahre)
- „Anlichteln“ am Samstag vor dem 1. Advent

## Verkehr
Lindenau ist über die Ferienstraße Silberstraße (B 93) von Griesbach aus bzw. über die B 169 von Neustädtel aus erreichbar.
Eine geplante Weiterführung der Schlematalbahn Niederschlema – Schneeberg/Neustädtel über Lindenau in Richtung Kirchberg bzw. ins Vogtland wurden nicht realisiert.